# داري نيبومبي
داري نيبومبي (بالفرنسية: Daré Nibombé)‏ (مواليد 16 يونيو 1980) هو لاعب كرة قدم. يلعب مع منتخب توغو لكرة القدم. سبق له أن لعب في كأس العالم لكرة القدم مع منتخب بلاده.

## روابط خارجية
- داري نيبومبي على موقع الاتحاد الدولي (مؤرشف)  (الإنجليزية)
- داري نيبومبي على موقع قاعدة بيانات كرة القدم.إي يو (الإنجليزية)
- داري نيبومبي على موقع بيانات كرة القدم. دي إي (الألمانية)
- داري نيبومبي على موقع ناشيونال فوتبول تيمز (الإنجليزية)
- داري نيبومبي على موقع عالم كرة القدم.نت (الإنجليزية)